# Dancing Junk
Singles de Super Monkey's 4
Aishite Muscat
(1993)
Singles par Super Monkey's
Koi no Cute Beat
(1992)
Dancing Junk est une chanson de Super Monkey's 4, sortie en 1993 en tant que premier single sous leur nouveau nom. La face B, Rainbow Moon, est une chanson solo de la chanteuse principale du groupe, Namie Amuro. C'était sa première chanson parmi tant d'autres au cours de sa carrière avec le groupe. Dancing Junk a été utilisé comme premier générique de fin de la série animée Nintama Rantarō.

## Liste des titres
1. DANCING JUNK  (auteurs: Masao Urino, Koji Magaino) - 4:38
2. Rainbow Moon (レインボウ・ムーン?) (auteurs: Masao Urino, Koji Magaino) - 4:18
3. DANCING JUNK (Original Karaoke) (Koji Magaino) - 4:38
4. Rainbow Moon (Original Karaoke) (Koji Magaino) - 4:14

## Membres
- Namie Amuro - chant, chœurs
- Minako Ameku - chœurs
- Nanako Takushi - chœurs
- Hisako Arakaki - chœurs